# سنيهوريفكا
سنيهوريفكا هي مدينة تقع في ميكولايف أوبلاست، أوكرانيا. في 2021 بلغ عدد سكان المدينة حوالي 12،307 نسمة.